# Wundauflage

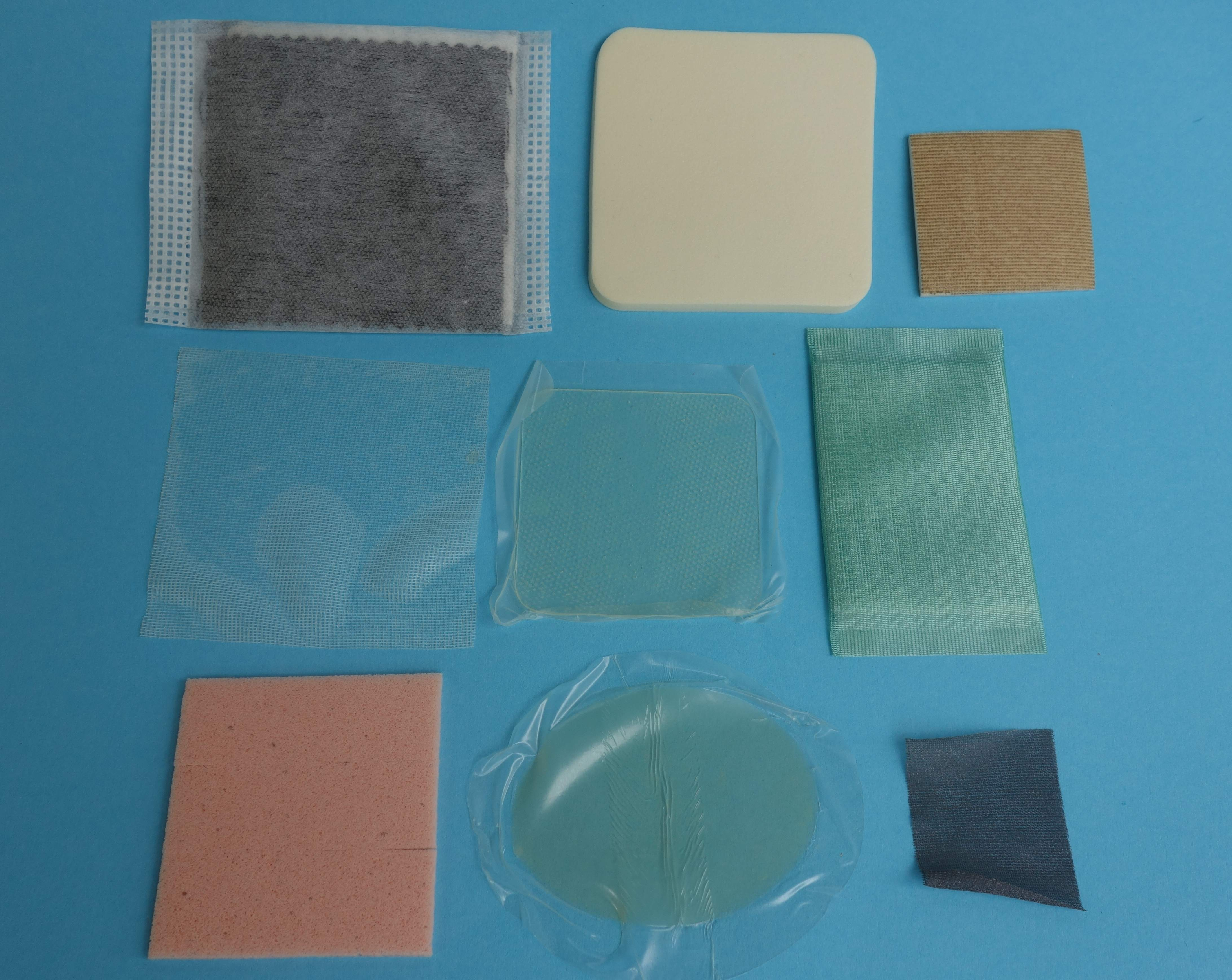
Verschiedene Arten Wundauflagen

Eine Wundauflage wird auf äußere Wunden gelegt, um das Eindringen von Fremdkörpern in die Wunde zu verhindern und Blut und Wundexsudat aufzunehmen. Zudem können Wundauflagen ein heilungsförderndes feucht-warmes Wundklima gewährleisten, durch enthaltene Substanzen Schmerzen mindern, die Wundheilung fördern oder antimikrobiell wirksam werden.

## Arten von Wundauflagen

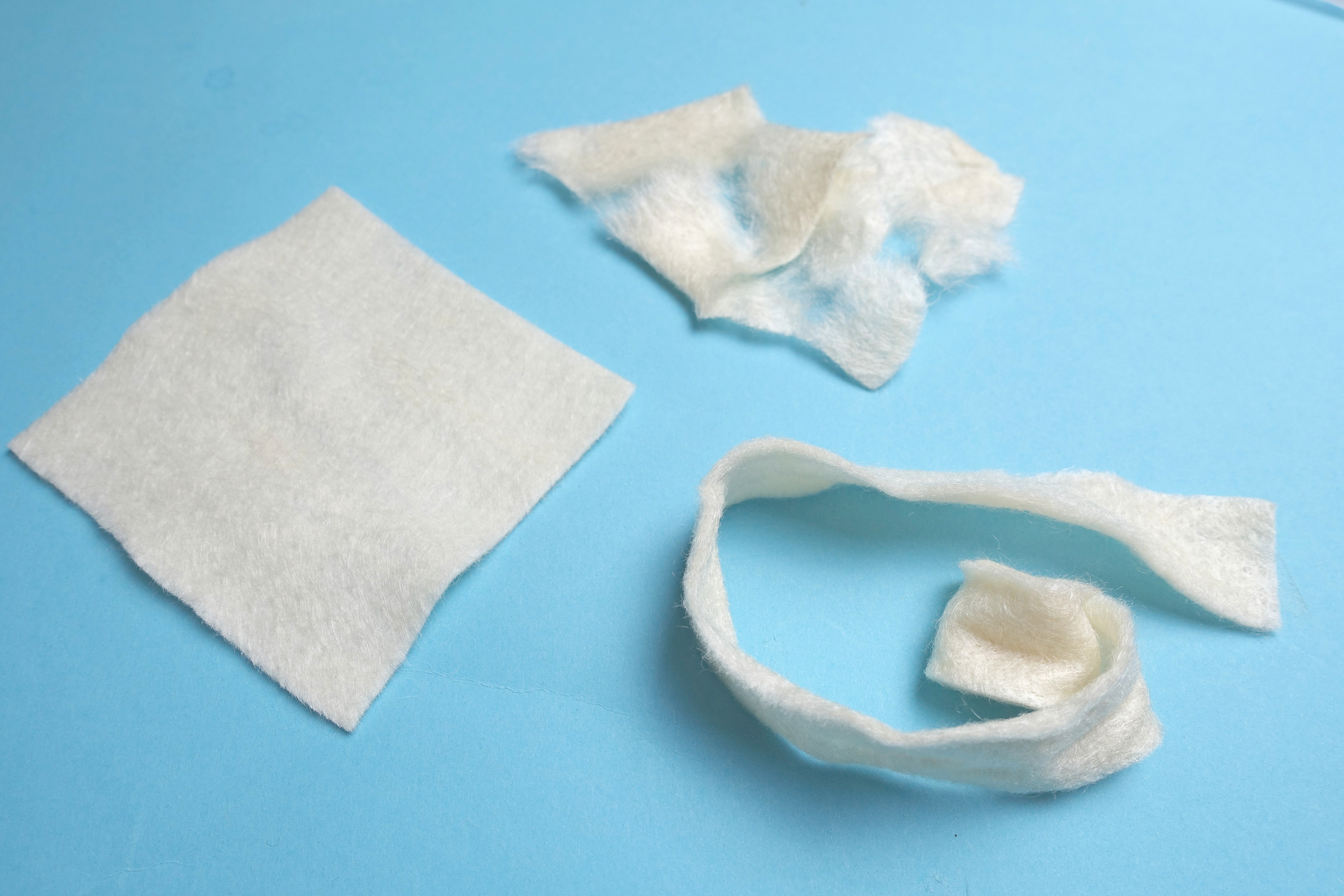
Rechts eine Alginat-Kompresse, links eine Alginat-Tamponade, oben eine gezupfte Alginat-Wundauflage

Es gibt Wundauflagen zur trockenen und solche zur feuchten Wundbehandlung sowie selbsthaftende Produkte und solche, die mit einer weiteren Auflage abgedeckt oder mit einem Sekundärverband fixiert werden müssen. Die Kombination aus Wundauflage und Klebeband ist als Heftpflaster bekannt. Die Entscheidung für eine bestimmte Auflage orientiert sich an der Diagnose, den Vorgaben der versorgenden Einrichtung, den wirtschaftlichen Erfordernissen und den individuellen Präferenzen des Patienten.

### Alginate

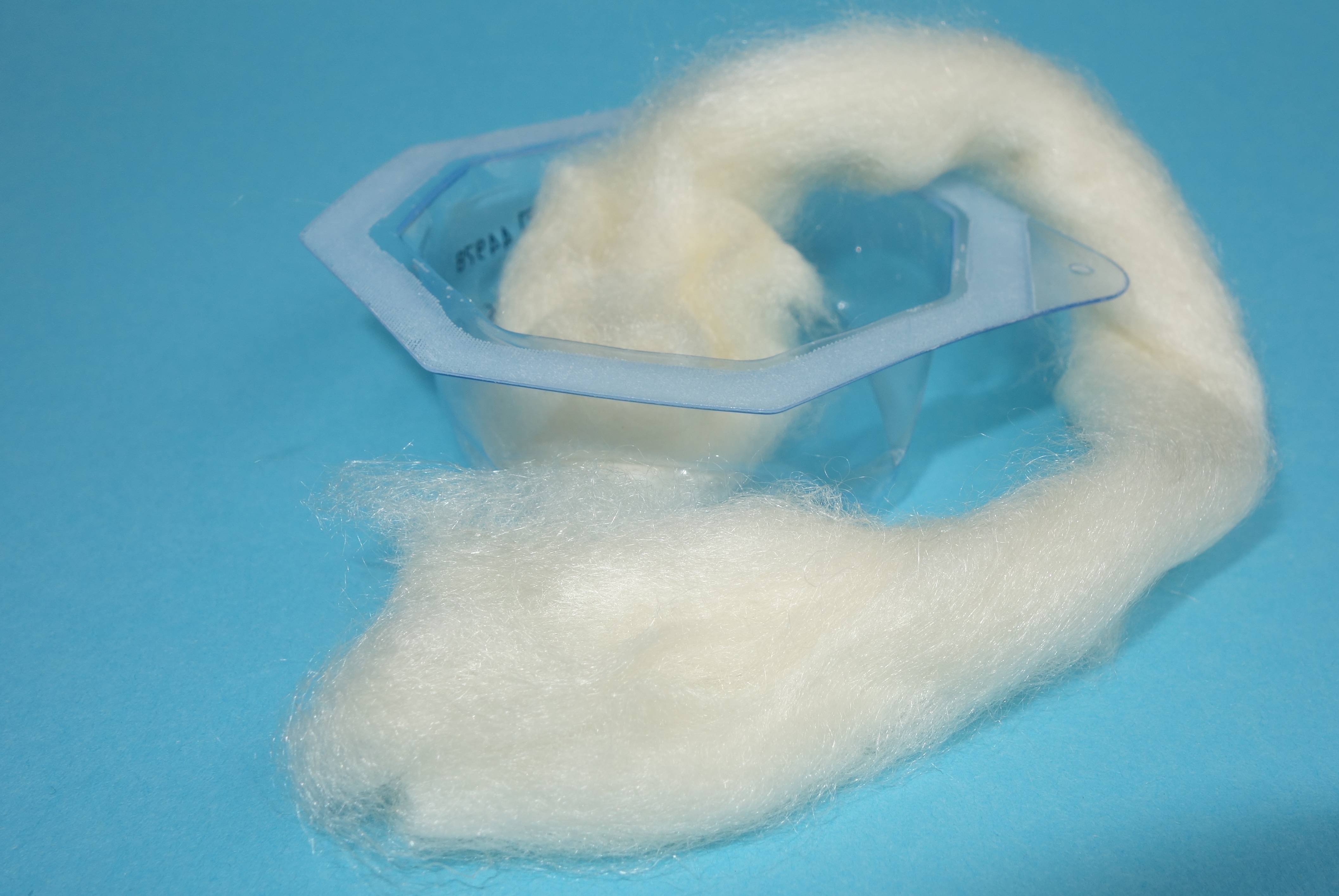
Alginat als Tamponade

Alginate kommen in der Wundversorgung als Kompressen oder als Tamponaden zum Einsatz. Sie bestehen aus feinen weißlichen Fasern, die aus Braunalgen gefertigt werden, und enthalten Alginsäure, Kalzium und manchmal Spurenelemente wie Zink und Mangan. Bei Kontakt mit Wundexsudat kommt es zu einem Ionenaustausch zwischen dem in der Faser enthaltenen Kalzium und dem Natrium des körpereigenen Exsudats. Dadurch quillt das Alginat auf und bildet ein Gel mit hoher Saugkapazität, das erhebliche Mengen an Exsudat absorbieren kann.
Durch Aufnahme von überschüssigem Wundexsudat sowie Rückständen von Gewebe und sonstigen Abfallstoffen säubert das Alginat die Wunde und gewährleistet gleichzeitig ein heilungsförderndes feucht-warmes Wundmilieu. Diese Produkte haften nicht von selbst und werden daher mit anderen Auflagen, beispielsweise Folien, auf der Wunde fixiert.

### Folien
Semipermeable Folienauflagen ermöglichen Austausch von Sauerstoff und Wasserdampf, verhindern aber gleichzeitig das Eindringen von Keimen und Fremdstoffen in die Wunde. Diese Produkte bestehen aus Polyurethan und sind mit hypoallergenen Acrylatklebern beschichtet, die ausschließlich auf ausreichend trockener Haut haften. Obwohl sie die Verdunstung einer gewissen Menge an Wundexsudat ermöglichen, halten Folienauflagen eine ausreichende Menge zurück und gewährleisten ein wundheilungsförderndes feucht-warmes Wundmilieu.

### Hydrogele
Hydrogel besteht zu 60–95 % aus Wasser und kann sowohl als Gel als auch in Form von Kompressen bei der Wundversorgung zur Anwendung kommen. Der hohe Wasseranteil prädestiniert diese Produkte zum Einsatz auf Wunden, die nur ein geringes Exsudataufkommen aufweisen. Durch die Abgabe von Feuchtigkeit befördern Hydrogele zudem das Aufweichen von trockenem Schorf und unerwünschten Belägen. Mit dieser Wirkung unterstützen diese Materialien das autolytische Débridement, also die Reinigung der Wunde durch Übersättigen mit Feuchtigkeit, was zum Auf- und Ablösen haftender Gewebsreste oder Beläge führt.
Die Hydrogelkompressen bestehen aus dreidimensionalen Strukturen aus Polyacrylamid oder Polyurethan, in denen Wasser gebunden ist. Die hydrophile Grundstruktur ist selbst nicht wasserlöslich, wodurch die Hydrogelplatten ihre Festigkeit erhalten. Trotz der enthaltenen Wassermenge können Hydrogelkompressen zusätzliche Feuchtigkeit aufnehmen. Die Absorption von Wundexsudat und Abfallstoffen lässt die Wundauflage dabei langsam und kontinuierlich aufquellen.

### Hydrokolloide

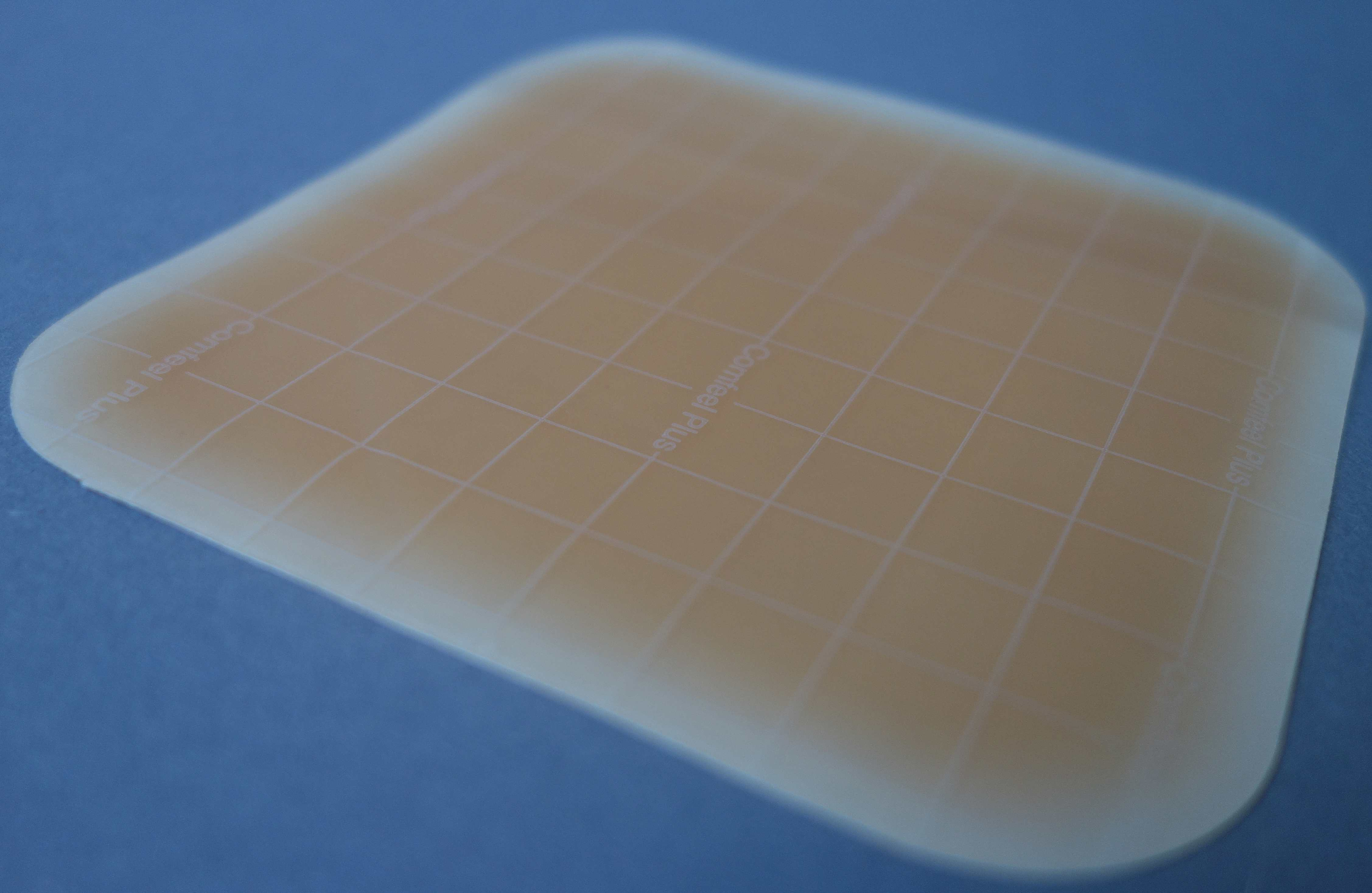
Selbsthaftende Hydrokolloid-Auflage

Diese Produkte bestehen aus einer selbstklebenden Masse aus Carboxymethylcellulose, Pektin oder Gelatine, die auf einer Trägerschicht aus Schaumstoff oder dünnem Polyurethan-Film aufgebracht ist. Hydrokolloid-Wundauflagen geben Feuchtigkeit an die Wunde ab und halten ein feucht-warmes Wundklima aufrecht. Es handelt sich um wasserabweisende Auflagen, mit denen es dem Patienten möglich ist zu duschen. Bei Kontakt mit Wundexsudat entsteht ein gelbliches Gel, das sich als Blase unterhalb der Auflage zeigt und mit Eiter verwechselt werden kann.
Bei der Versorgung von Menschen mit chronischen Wunden wurden allergische Hautreaktionen bei der Anwendung von Hydrokolloiden beobachtet. Als Auslöser wurde das in den verwendeten Produkten enthaltene Kolophonium vermutet.

### Hydrofaser

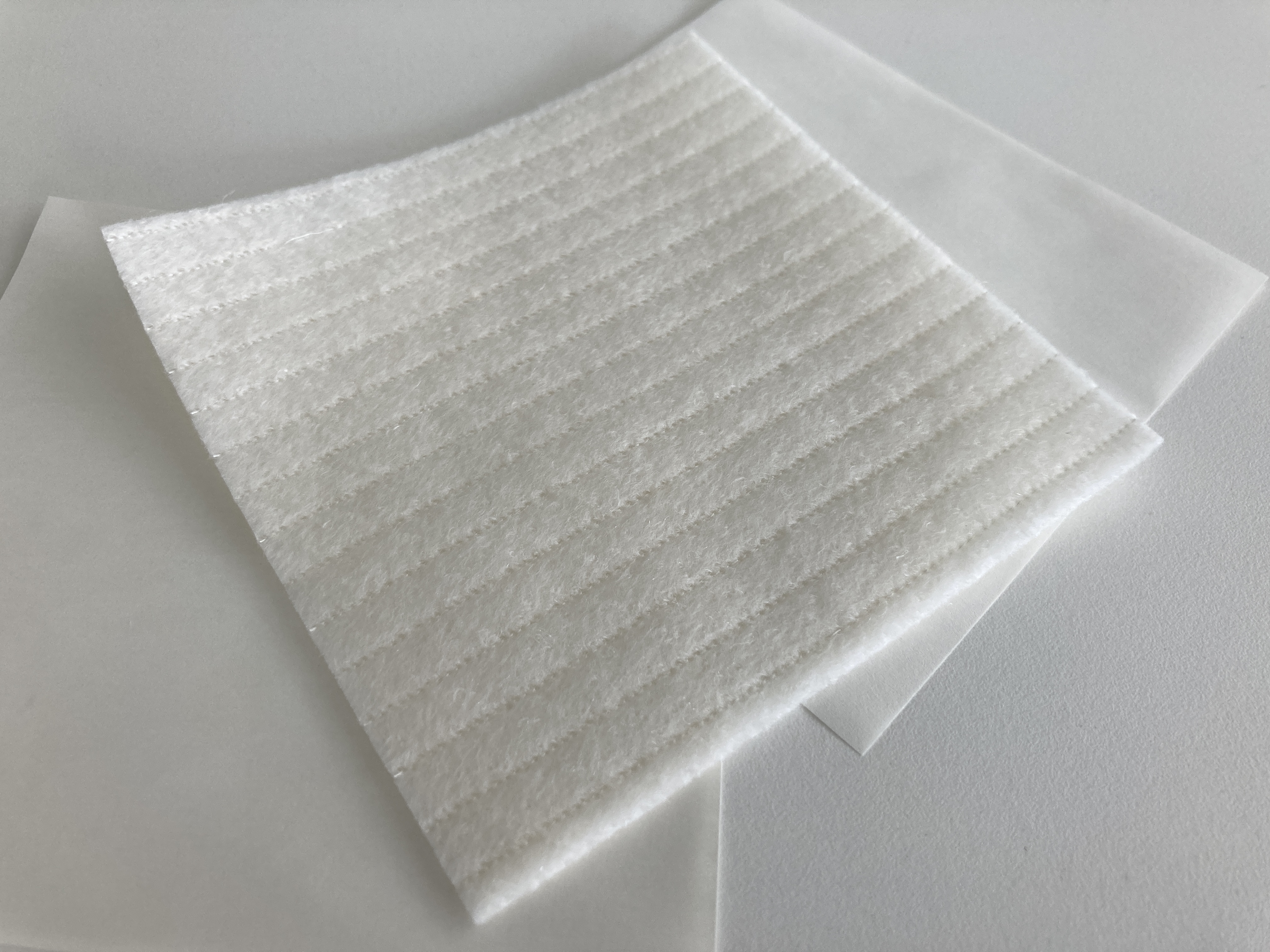
Hydrofaser-Wundauflage

Hydrofasern werden in Form von Kompressen oder Tamponaden angewendet und bestehen aus Natriumcarboxymethylzellulose. Unter Einwirkung von körpereigenem Exsudat bilden diese Produkte ein formstabiles Gel, das die autolytische Reinigung der Wunde unterstützt. Die Gelbildung mindert das Aufkommen von Wundexsudat, zudem werden Abfall- und Fremdstoffe darin eingeschlossen. Hydrofasern haften nicht und müssen mit Saugkompressen oder Folie auf der Wunde fixiert werden.
Im Gegensatz zu Alginaten, die ähnlich wirken, dehnt sich Hydrofaser nur in vertikaler Richtung aus. Wenn die Hydrofaser-Auflage nach Applikation um bis zu drei Zentimeter den Wundrand überlappt, hält sie diesen daher frei von Wundexsudat und mindert das Risiko von Schädigungen des Wundrandes und der Wundumgebung durch Mazeration des Gewebes.

### Hydropolymere
Hierbei handelt es sich um Schaumstoffauflagen mit einem hohen Absorptionsvermögen, die bis zum Dreißigfachen ihres Eigengewichts an Flüssigkeit aufnehmen können. Diese Wundauflagen quellen bei Kontakt mit Wundexsudat dem Wundgrund entgegen und füllen so die Wunde aus. Durch ihre Aufnahmekapazität in Verbindung mit der Quellwirkung regulieren Hydropolymere die Wundfeuchtigkeit und stimulieren die Wundheilung.
Unter Druck geben diese Wundauflagen Flüssigkeit wieder ab, die in unterschiedliche Richtungen austritt und bei unbemerktem Auftreten die unmittelbare Wundumgebung durch Aufweichen gefährden kann. Viele Hydropolymere nehmen aufgrund ihrer feinporigen Struktur zudem zähflüssiges Wundexsudat nicht auf.

### Kompressen

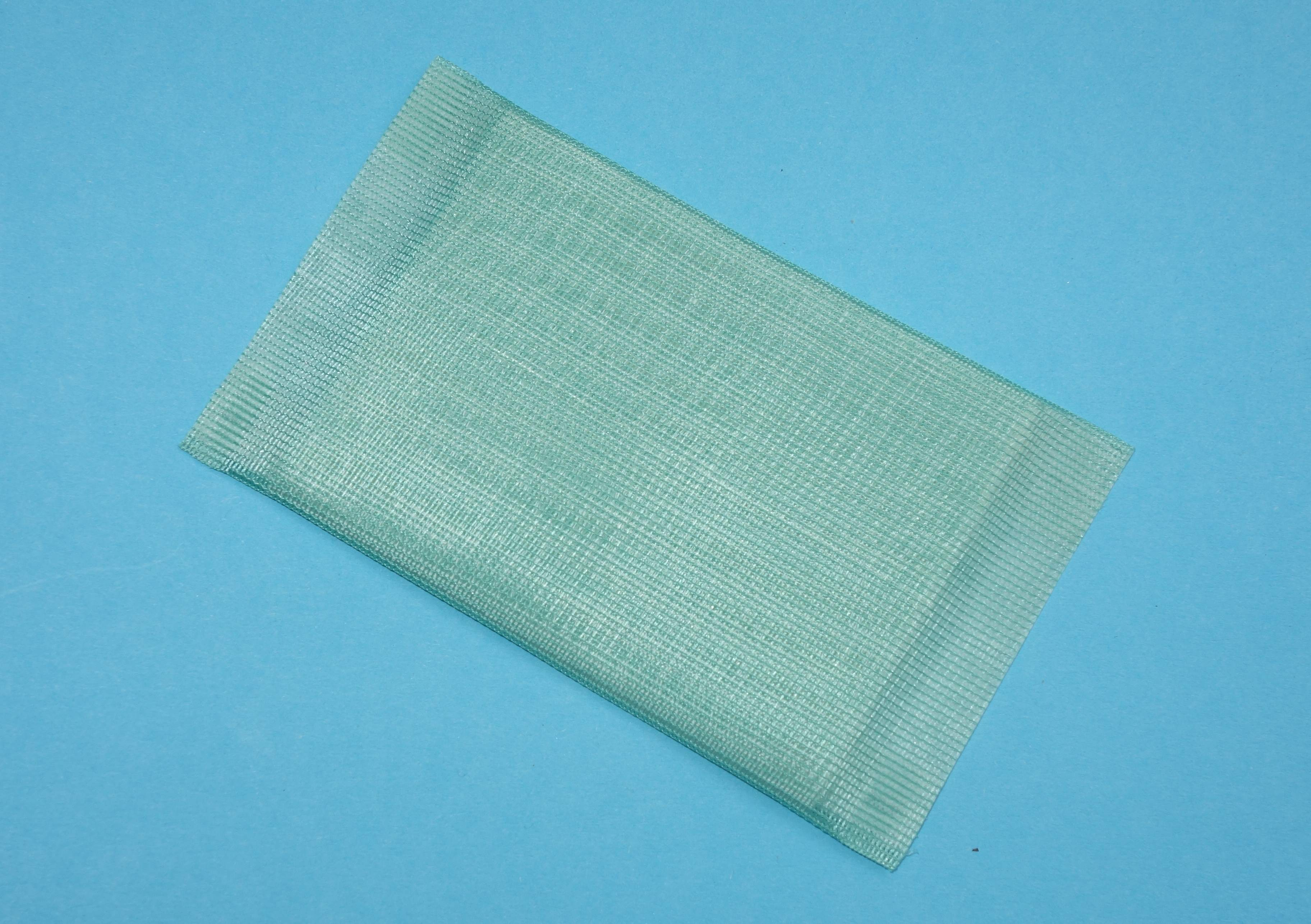
Antimikrobielle Saugkompresse

Der Begriff Kompresse wird häufig synonym zur Bezeichnung Wundauflage verwendet, denn es handelt sich um klassische Materialien der traditionellen trockenen Wundversorgung. Kompressen kommen seit jeher bei der Wundversorgung zum Einsatz und bestehen aus Baumwolle oder Watte, früher auch Scharpie, also Materialien, die in erster Linie Flüssigkeit aufnehmen und somit die Wunde trocken halten sollen.
Die Einsatzmöglichkeiten moderner Kompressen gehen allerdings weit über die herkömmliche abdeckende und aufsaugende Funktion hinaus und können vielfältig sein. So gibt es Kompressen, die mit Aktivkohle angereichert sind, die Wundgeruch binden und mindern kann. Andere Produkte verfügen über eine hydrophobe Beschichtung, wodurch hydrophobe Keime und Erreger an die Auflage gebunden und beim Verbandwechsel von der Wunde entfernt werden.
Auch manche Schaumstoffauflagen oder Gitternetze werden als Kompressen bezeichnet.

### PU-Schaumstoffauflagen
Diese Wundauflagen bestehen aus Polyurethan und können durch Kapillarkraft Exsudat aufnehmen und speichern, ohne die Form zu verlieren. Um dem Einsprießen neuer Kapillaren in die Wundauflage vorzubeugen, ist die Seite, die direkt auf der Wunde aufliegt, thermisch geglättet oder mit einer perforierten Folie bedeckt. Schaumstoffauflagen können eine Exsudatmenge aufnehmen, die das Zwanzigfache ihres Eigengewichts übersteigt, und gewährleisten ein feucht-warmes Wundmilieu.

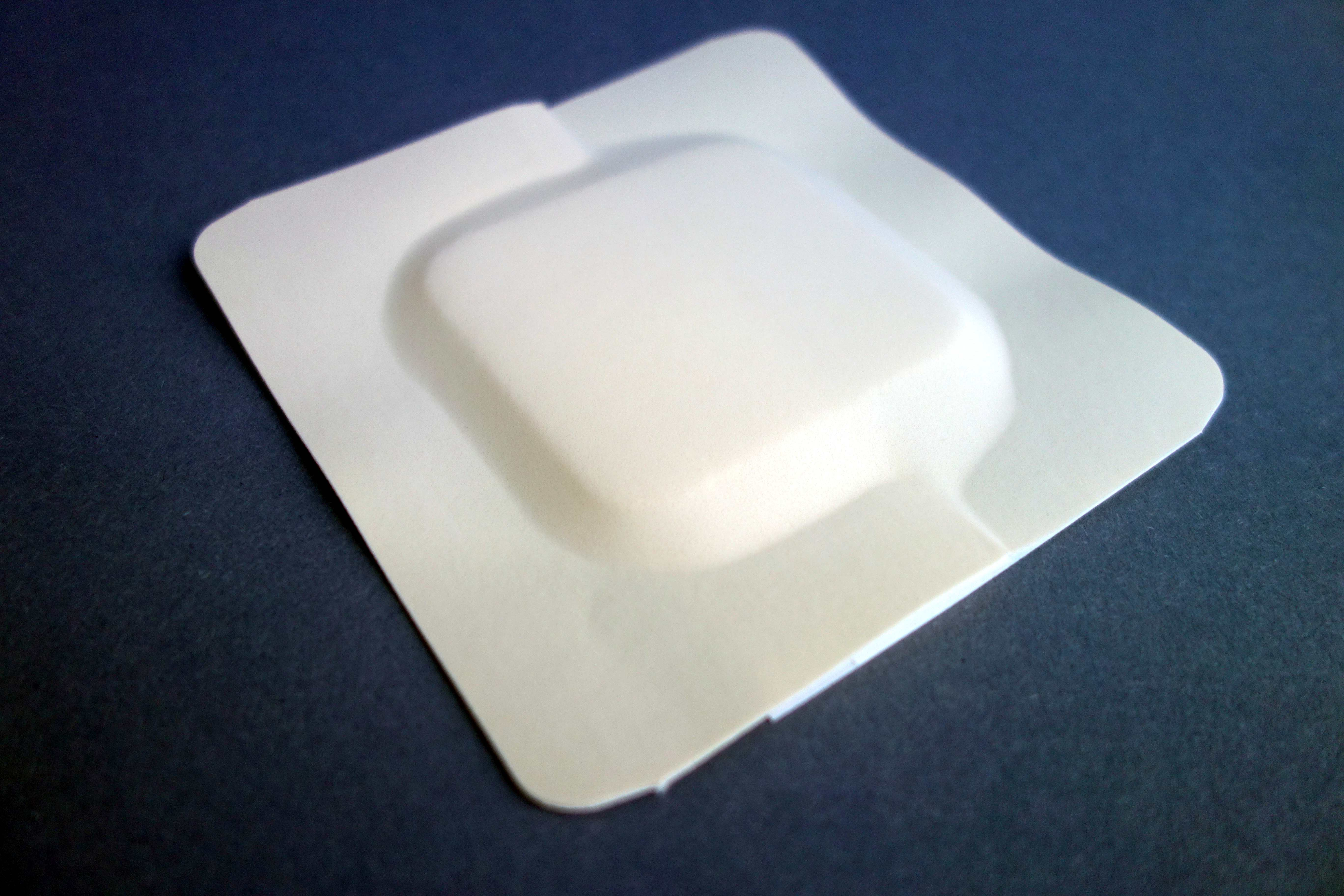
PU-Schaumauflage mit Kleberand
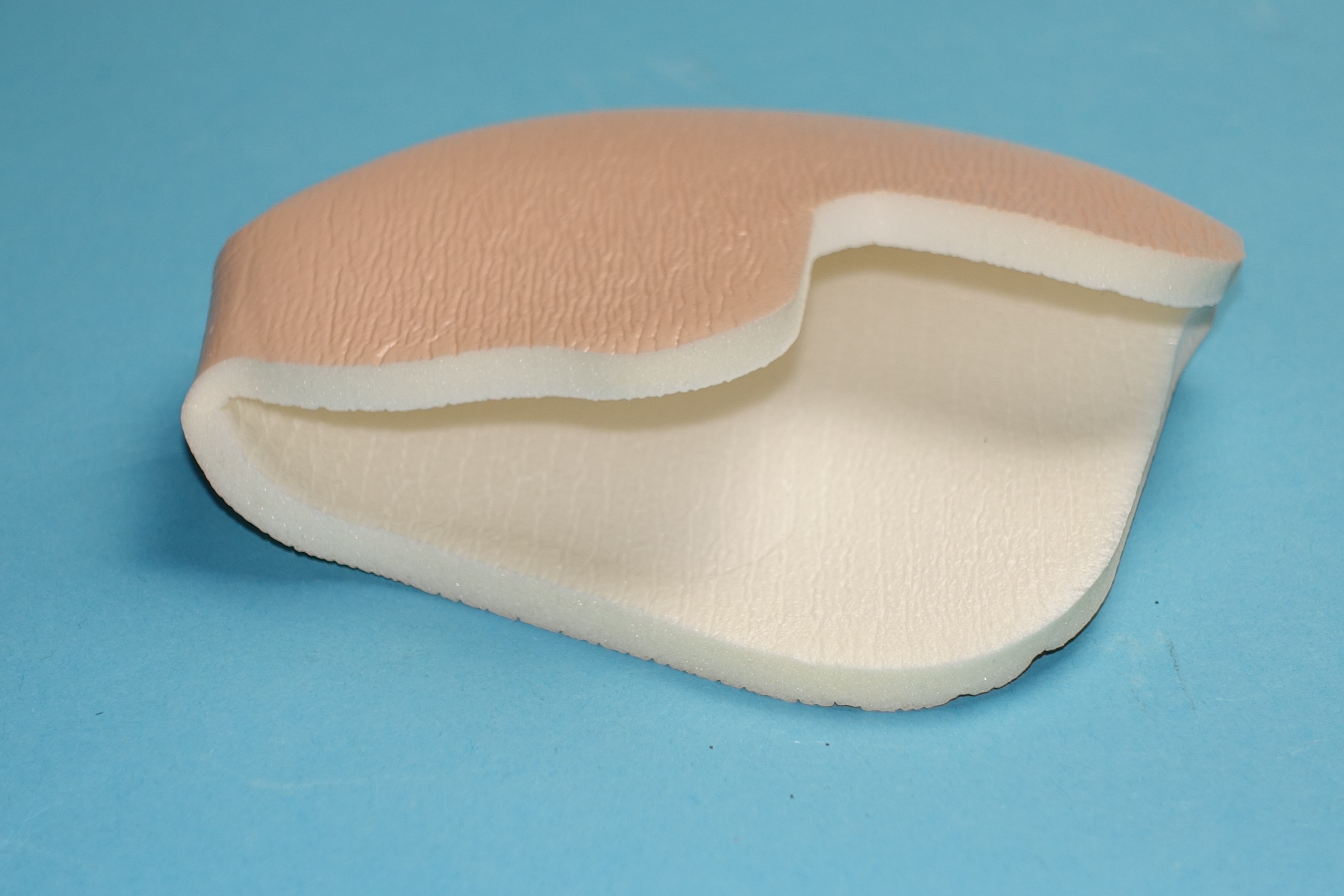
Schaumstoff-Auflage für die Ferse

Solche Produkte können sehr unterschiedlich aufgebaut sein. Einige Schaumstoffkompressen müssen mit einem Sekundärverband fixiert werden, andere verfügen über einen Kleberand. Es gibt zudem Schaumstoffauflagen mit speziellen Formen, die dafür konzipiert sind, an schwer zu versorgenden Stellen wie etwa der Ferse angebracht zu werden. Einige Schaumstoffauflagen sind mit nanokristallinem oder ionischem Silber oder Polyhexanid angereichert. Durch solche antimikrobiellen Substanzen wirken diese Produkte gegen Erreger und Keime und spielen eine wichtige Rolle in der Antiseptik von infizierten oder infektgefährdeten Wunden.

### Saug-Spülkörper
Zur sogenannten „Nasstherapie“ kommen Wundauflagen zum Einsatz, deren Kern aus einem superabsorbierenden Polymer besteht, das mit Ringerlösung angereichert ist. Die Wundauflage gibt beständig Feuchtigkeit an die Wunde ab und nimmt im Gegenzug Wundexsudat auf. Auf diese Weise gewährleisten Saug-Spülkörper zur Nasstherapie das feuchte Wundmilieu und reduzieren gleichzeitig die Keimbelastung innerhalb der Wunde. Diese Wundauflagen können mehrere Tage, je nach Produkt bis zu 72 Stunden, auf der Wunde verbleiben.

## Wundauflagen im Verbandkasten
Geeignete Wundauflagen sind keimarm, idealerweise steril und nicht flusend. Diese Bedingungen erfüllen die im Verbandkasten enthaltenen Verbandmaterialien, sofern die Einzelverpackungen unbeschädigt sind. Ersatzweise können frische, möglichst gebügelte glatte Leinen- oder Baumwolltücher verwendet werden. Gänzlich ungeeignet sind Papiertaschentücher, Watte, Küchenpapier oder Ähnliches. Diese können Flusen in der Wunde hinterlassen, die eine Infektion begünstigen oder die Heilung stören.